# 菊池幽芳
菊池 幽芳（きくち ゆうほう、明治3年10月27日（グレゴリオ暦 1870年12月18日） - 1947年7月21日）は、日本の小説家。本名は菊池 清（きくち きよし）。大阪毎日新聞社取締役を歴任した。

## 人物・来歴
常陸国水戸長者町（現在の茨城県水戸市）に生まれる。弟に英文学者の戸沢正保がいる。
1888年、茨城県尋常中学校（現在の茨城県立水戸第一高等学校）を卒業、同県北相馬郡取手（現在の同県取手市）の取手高等小学校（現在の取手市立取手小学校）の教師となる。
21歳を迎える1891年に小学校を退職、大阪毎日新聞社に入社する。同年、宇田川文海、丸岡九華らと大阪文藝会を興し、文芸雑誌『大阪文藝』を創刊する。翌1892年、『大阪文藝』誌上に、小説『鴬宿梅』を発表してデビューする。
1897年、同社の文芸部主任に就任する。主に三面記事を担当し、1900年には『己が罪』を連載して、名声を得る。1903年には同紙に『乳姉妹』を連載した。「家庭小説」というジャンルを確立、第一人者となる。
社会部長、学芸部長、副主幹を歴任、1924年には、同社の取締役に就任した。1926年には同職を辞職、相談役に就任した。
1947年7月21日、脳溢血のため兵庫県武庫郡本山村（現在の同県神戸市東灘区）の自宅で死去した。満76歳没。

## 家族
- 父・菊池廉 ‐ 水戸藩士[6][7]
- 母・きく ‐ 水戸藩士・奥谷直貞の娘[7]
- 妻・たま ‐ 隣家の中野屋染物店の長女[8]
- 長女・芳枝 ‐ 日本電工常務・上島清蔵の妻[9]
- 二女・みよ子 ‐ 日本鋼業・日本硫酸役員・山県吾一（山県治郎の弟）の妻。水戸高女出身。[10]
- 三女・豊乃 ‐ 尾崎紅葉二男・夏彦の妻。巌谷小波の媒酌で1930年に結婚したが、1936年に夫死去。神戸女学院出身。[11]
- 弟・戸沢正保
- 末弟・菊池五郎(1885-1950) ‐ 洋画家、茨城県立美術館館長[12][13]

## 寒潮事件
1908年（明治41年）1月から4月にかけて大阪毎日新聞で連載した菊池の小説『寒潮』が低俗であるとして連載中止となった事件。同作は金沢で実際に起こった事件をもとに、四高生と女学生らの恋愛模様を描いた家庭小説で、エリート学生らの甘い誘惑というプロットが読者の好奇心を喚起する仕掛けになっていたが、これが四高内で問題視され、学生らが新聞社へ抗議に押し掛けるなど騒動となった。当時、四高では校風改革運動が高まっていた最中で、在校生の尾佐竹堅や小林鉄太郎らが中心となって、金沢市内からの大阪毎日新聞ボイコット、同新聞社通信部長の責任追及、小説「寒潮」の連載中止、予定されていた同作の演劇化中止を生徒会で決議し、さまざまな抗議活動を行なった。最終的に、金沢市助役が調停に入り、新聞社は謝罪し、小説連載の中止とその資料提供役を務めた通信部長を左遷、劇団も上演を断念した。本作はのちに『誘惑』と改題されて刊行された。

## ビブリオグラフィ
国立国会図書館蔵書。
- 『明治富豪譚』（大阪毎日新聞社） 1892.9
- 『春日野若子』（駸々堂） 1893.7
- 『無言の誓』（駸々堂） 1894.6
- 『大探険』（亜蘭手記、駸々堂） 1897.2
- 『新聞売子』（駸々堂） 1900.9
- 『己が罪』（春陽堂） 1900 - 1901
  - 『己が罪』（春陽堂） 1920
  - 『己が罪』（昌平社、名作小説文庫2） 1948
- 『澪標』（駸々堂） 1901.2
- 『白百合』（駸々堂） 1901 - 1902
- 『若き妻』（春陽堂） 1902
- 『日本海周遊記』（春陽堂） 1903.7
- 『二人女王』（ハツガード、春陽堂） 1903.5
- 『乳姉妹』（春陽堂） 1904.1
- 『二人娘』（駸々堂） 1904.1
- 『夏子』（春陽堂） 1905 - 1906
- 『売花娘』（隆文館） 1906.2
- 『妙な男』（金尾文淵堂） 1905 - 1906
- 『筆子』（隆文館） 1906 - 1907
- 『月魄』（金尾文淵堂） 1908
- 『琉球と為朝』（文録堂） 1908.5
- 『家なき児』（エクトル・マロー、春陽堂） 1912
  - 『家なき児』（マロー、改造社） 1939
- 『百合子』（金尾文淵堂） 1913
- 『春日野若子』（駸々堂書店、大正文庫第16編） 1913
- 『秘中の秘』前・後編（金尾文淵堂） 1913
- 『二人娘』（駸々堂書店、大正文庫第19編） 1914
- 『無言の誓』（駸々堂、大正文庫第20編） 1914
- 『誘惑』（春陽堂） 1914
- 『百合子画集』（鏑木清方共著、金尾文淵堂） 1914
- 『小ゆき』前・中・後・続編（金尾文淵堂） 1915
- 『幽芳集』（至誠堂書店、大正名著文庫第18編） 1915
- 『お夏文代』中・後編（春陽堂） 1916 - 1917
- 『毒草 - お品の巻・疑獄の巻・お仙の巻』（至誠堂書店） 1916 - 1917
- 『朝鮮金剛山探勝記』（洛陽堂） 1918
- 『女の生命』前・後編（玄文社） 1919
- 『須磨子』（東京社） 1919
- 『白蓮紅蓮』上・下（大阪毎日新聞社） 1922
- 『彼女の運命』（大阪毎日新聞社） 1923
- 『幽芳全集』第1巻 - 第15巻（国民図書） 1924 - 1925
- 『小夜子』前・後編（大阪毎日新聞社） 1926
- 『妖美人物語』（大日本雄弁会講談社） 1928
- 『世界大衆文学全集』第2巻（改造社） 1928
- 『現代長篇小説全集』第5巻（新潮社） 1929
- 『現代日本文學全集』第54篇（改造社） 1931.9
- 『明治大正文学全集』第18・27・36・45-46・54・56・59巻 1927 - 1932
- 『菊池幽芳全集』第1 - 4巻（改造社） 1933
- 『大悲劇名作全集』第3巻（中央公論社） 1934
- 『古稀記念幽芳歌集』（創元社） 1939
- 『秘中の秘』6版（大洋社出版部） 1939
- 『月魄』（大洋社出版部） 1939
- 『幽芳歌集』（創元社） 1939.6
- 『縮冊日本文学全集 5』（日本週報社） 1960
- 『明治文学全集 93』（筑摩書房） 1969
- 『大衆文学大系 2』（講談社） 1971
- 『少年小説大系』第26巻（三一書房） 1995.11 ISBN 4380955494
- 『菊池幽芳全集』第1卷 - 第15卷（日本図書センター） 1997.5
- 『日本八景』（幸田露伴, 吉田絃二郎, 河東碧梧桐, 田山花袋, 北原白秋, 高濱虚子, 菊池幽芳, 泉鏡花、平凡社ライブラリー、平凡社） 2005.3 ISBN 4582765319

## フィルモグラフィ
小説の映画化一覧。特筆以外はすべて原作。
- 『百合子』（主演久保田清、敷島商会） 1913
- 『悲劇百合子』（主演五味国太郎、日活向島撮影所） 1913
- 『お夏文代』（主演土方勝三郎・立花貞二郎、日活向島撮影所） 1916
- 『女の生命』（監督田中栄三、日活向島撮影所） 1919  - 脚本
- 『新聞売子』（監督小口忠、主演山本嘉一・衣笠貞之助、日活向島撮影所） 1919
- 『須磨子』（監督不明、国活） 1921
- 『白蓮赤蓮』（監督賀古残夢、主演諸口十九・川田芳子、松竹蒲田撮影所） 1922
- 『妻の秘密』（監督衣笠貞之助、主演島田嘉七・鳥羽恵美子、マキノ映画製作所等持院撮影所） 1924
- 『小夜子』（監督池田義信、松竹蒲田撮影所） 1926
- 『母の罪』（監督伊賀山正徳、東映東京撮影所） 1952

### 「己が罪」
- 『己が罪』（撮影千葉吉蔵、主演中野信近、吉沢商店） 1908
- 『己が罪 続編』（撮影千葉吉蔵、主演中野信近、吉沢商店） 1908
- 『己が罪 続』（撮影千葉吉蔵、主演中野信近、吉沢商店） 1909
- 『己が罪』（主演木下吉之助、吉沢商店） 1910
- 『己が罪』（監督不明、吉沢商店） 1912
- 『己が罪』（監督不明、小松商会） 1913
- 『己が罪』（監督不明、M・カシー商会） 1915
- 『己が罪』（主演木下八百子・中野信近、天活） 1916
- 『己が罪』（主演大村正雄・立花貞二郎、日活向島撮影所） 1917
- 『己が罪』（監督田中栄三、主演藤野秀夫・東猛夫、日活向島撮影所） 1919
- 『己ヶ罪』（監督賀古残夢、主演岡本五郎、松竹蒲田撮影所） 1921
- 『己が罪』（主演三浦清、小松商会） 1921
- 『己が罪』（主演大井新太郎、帝国キネマ演芸） 1921
- 『己が罪』（監督大洞元吾、主演三保松子・横山運平、日活向島撮影所） 1923
- 『幽芳集 己が罪』（監督野村芳亭、主演諸口十九・岩田祐吉、松竹下加茂撮影所） 1923
- 『己が罪』（監督松本英一、帝国キネマ演芸芦屋撮影所） 1924
- 『新説己が罪』（監督溝口健二、日活大将軍撮影所） 1926
- 『新編・己が罪作兵衛』（監督佐々木恒次郎、松竹蒲田撮影所） 1930
- 『己が罪 環』（監督畑本秋一、主演山路ふみ子、日活太秦撮影所） 1933
- 『己が罪』（監督西鉄平、新興キネマ東京撮影所） 1936
- 『新己が罪』（監督毛利正樹、新東宝） 1956

### 「乳姉妹」
- 『乳姉妹』（撮影千葉吉蔵、主演中野信近、吉沢商店） 1909
- 『乳姉妹』（監督不明、M・パテー商会） 1910
- 『乳姉妹』（監督不明、吉沢商店） 1912
- 『乳姉妹』（監督田中栄三、主演藤川三之助・五月操、日活向島撮影所） 1918
- 『乳姉妹』（監督田中栄三、主演中山歌子・新井淳、日活向島撮影所） 1922
- 『乳姉妹』（監督池田義臣、主演栗島すみ子・関根達発、松竹蒲田撮影所） 1922
- 『幽芳集 乳姉妹』（監督野村芳亭、主演岩田祐吉・五月信子、松竹下加茂撮影所） 1923
- 『乳姉妹』（監督松本英一、帝国キネマ演芸芦屋撮影所） 1927
- 『乳姉妹』（監督阪田重則、マキノ・プロダクション御室撮影所） 1929
- 『乳姉妹』（監督野村芳亭、松竹蒲田撮影所） 1932
- 『乳姉妹』（監督吉村操、大都映画） 1936

### 「月魄」
- 『月魄』（監督不明、福宝堂） 1912
- 『月魄』（監督不明、横田商会） 1912
- 『月魄』（監督賀古残夢、主演武田春郎・川田芳子、松竹蒲田撮影所） 1922
- 『幽芳集 月魄』（監督池田義信、主演諸口十九・川田芳子、松竹下加茂撮影所） 1923
- 『月魄』（監督渡辺新太郎、新興キネマ） 1932
- 『月魄』（監督吉村操、大都映画） 1938

### 「毒草」
- 『毒草』（監督・主演井上正夫、小林商会） 1917
- 『毒草』（監督川口吉太郎、主演村田正雄、天活大阪） 1917
- 『毒草』（監督小口忠、主演立花貞二郎、日活向島撮影所） 1917
- 『毒草』（監督曽根純三、新興キネマ） 1931
- 『毒草』（監督吉村操、大都映画） 1937

### 「彼女の運命」
- 『彼女の運命』前篇（監督衣笠貞之助、主演島田嘉七・環歌子、マキノ映画製作所等持院撮影所） 1924
- 『彼女の運命』（監督鈴木謙作、主演葛木香一・酒井米子、日活京都撮影所第二部） 1924
- 『彼女の運命』前後篇（監督野村芳亭・池田義信、松竹下加茂撮影所） 1924
- 『彼女の運命』後篇（監督衣笠貞之助、主演藤川三之助、マキノ映画製作所等持院撮影所） 1924
- 『彼女の運命』（監督若山治、帝国キネマ演芸芦屋撮影所） 1924
- 『彼女の運命』（監督高見貞衛、新興キネマ） 1932

## 註
1. 1 2 3 4 5 6 7 8 9 10 11 12  菊池幽芳、『講談社 日本人名大辞典』（講談社 / 『百科事典マイペディア』（日立システムアンドサービス、コトバンク、2009年11月25日閲覧。
2. 1 2 3 4 5 6 7 8 9 10  菊池幽芳、兵庫文学館、2009年11月26日閲覧。
3. ↑  菊池幽芳 年譜、兵庫文学館、2009年11月26日閲覧。
4. ↑  大阪に於ける新聞の発達新聞集成明治編年史 第十二卷　林泉社 昭和15
5. ↑  岩井寛『作家の臨終・墓碑事典』（東京堂出版、1997年）115頁
6. ↑  『近代文学研究叢書, 第 61 巻』光葉会, 1956　p412
7. 1 2  『人事興信録 5版』菊池清の項
8. ↑  『近代文学研究叢書, 第 61 巻』光葉会, 1956　p414
9. ↑  『人事興信録 第13版 上』菊池幽芳
10. ↑  『人事興信録 第13版(昭和16年) 下』山縣吾一
11. ↑  『近代文学研究叢書, 第 61 巻』光葉会, 1956　p487
12. ↑  菊池五郎茨城県近代美術館
13. ↑  『近代文学研究叢書, 第 61 巻』光葉会, 1956　p488
14. ↑  レファレンス事例詳細　水戸中2019-012　レファレンス協同データベース
15. 1 2 3  井上好人「四高「寒潮事件」に秘められた四高生と女学生との純愛 ―なぜ“堕落学生”のレッテルが貼られたのか―」『金沢大学資料館紀要』第8巻、金沢大学資料館、2013年3月、35-47頁、CRID 1050845760922518656、hdl:2297/34114。
16. ↑  井上好人「3.旧制高校における校風改革運動の勝者と敗者 : 四高の「超然主義」の神話と「寒潮」事件から(III-11部会 生徒文化の歴史,研究発表III)」『日本教育社会学会大会発表要旨集録』2008年9月、298-299頁、CRID 1543105995115858560、NDLJP:10620653。「国立国会図書館デジタルコレクション、ログインなしで閲覧可能」
17. ↑  井上好人「四高・「超然主義」の神話誕生 : 河合良成の校風改革運動と時習寮の「38 名」」『金沢大学資料館紀要』第7巻、金沢大学資料館、2012年3月、1-13頁、CRID 1050564285945808384、hdl:2297/30404。
18. ↑  菊池幽芳『誘惑』春陽堂、1914年。doi:10.11501/909983。NDLJP:909983。
19. ↑  OPAC NDL 検索結果、国立国会図書館、2009年11月25日閲覧。